# Župa sv. Josipa, Zagreb – Trešnjevka

## Osnutak
Odredbom Nadbiskupskog duhovnog stola u Zagrebu od 17. travnja 1937. godine, koju je potpisao nadbiskup Antun Bauer, osnovana je 20. lipnja 1937. župa sv. Josipa i predana joj je privremena župna crkva.

## Župna crkva
Gradnju crkve je potaknuo nadbiskup i kardinal, blaženi Alojzije Stepinac i 10. svibnja 1936. blagoslovio temeljni kamen nove crkve u nazočnosti 10.000 vjernika. Projekt duhovnog središta (župna crkva u neoromantičnom stilu, župni ured, samostan časnih sestara i društvena dvorana) napravio je ljubljanski arhitekt Jože Plečnik. Zbog financijskih problema izgrađena samo društvena dvorana koja je prema nacrtu arhitekta Marijana Haberlea adaptirana za privremenu crkvu, kakva je i današnja. Glavna konstrukcija je od betona, a ostalo od opeke. Zgrada je duga 30 m, široka 12,5 m, a visoka 7 m. Crkvu je 20. lipnja 1937. blagoslovio nadbiskup koadjutor Alojzije Stepinac. 
Prozori u lađi crkve i ulazna vrata u predvorju crkve ukrašena su vitrajima, rad akademskog slikara Branimira Dorotića.

Uz crkvu je sagrađena župna kuća, Dom sv. Josipa. Gradnja je započela 1988. godine, a na blagdan sv. Josipa, 19. ožujka 1990., svečano ga je blagoslovio kardinal Franjo Kuharić.

Gradnja zvonika započela je 25. travnja 1997., zvona su podignuta 22. prosinca 1997. i prvi put zazvonila na Badnjak, 24. prosinca 1997. Zvonik i zvona blagoslovio je kardinal Franjo Kuharić na Svijećnicu 2. veljače 1998. Zvonik je visok 32 metra, a s piramidalnim završetkom i pozlaćenim križem doseže visinu od 35 metara. Kroz zvonik širine 4,5x5 metara stubište vodi do četiri zvona: sv. Nikola (ton F1, 964 kg); sv. Josip (ton G1, 673 kg); sv. Ivan (ton A1, 475 kg) sv. Augustin (ton C2, 275 kg).

U župi djeluju Katoličko društvo djetića – Kolping, Schönstatska obitelj, Neokatekumenski put, te nekoliko molitvenih zajednica i zborova (Zbor Izvor).
Godine 2012. u župi je osnovana i Pučka kuhinja sv. Josipa.

## Popis župnika i kapelana

### Župnici
- Mons. Ivan Gašpert, 1937. – 1949.
- Vlč. Franjo Grundler, privremeni upravitelj 1949. – 1949.
- Vlč. Anto Grščić, privremeni upravitelj 1950. – 1951.
- Mons. Ivan Gašpert, 1951. – 1965.
- Vlč. Danijel Labaš, privremeni upravitelj 1965. ožujak – rujan
- Preč. Augustin Holi, 1965. – 1999.
- Vlč. Josip Kuhtić, 1999. – 2008.
- Vlč. Ivan Filipčić, 2008. – 2009.
- Vlč. mr. Antun Vukmanić, 2009. – 2012.
- Vlč. Damir Ocvirk 2012. –

### Kapelani
- Srećko Radman, 1941 – 1944.
- Vjekoslav Kastelic, 1944. – 1947.
- Srećko Radman, 1947. – 1949.
- Branko Smole, 1949. – 1949.
- Rikard Dončević, 1949. –  1957.
- Josip Jurić, 1957. – 1958.
- Marin Mandić, 1958. – 1959.
- Franjo Pavalec, 1959. – 1961.
- Marko Rajković, 1961.
- Branko Brit, subs. 1962.
- Fabijan Bareta, subs. 1963.
- Danijel Labaš, 1963. – 1967.
- Franjo Talan, subs. 1967. – 1968.
- Josip Grošić, 1968. – 1970.
- Matija Berljak, 1970. – 1971.
- Alojzije Hoblaj, 1971. – 1973.
- Antun Škvorčević, 1973. – 1976.
- Milan Lončarić, 1976. – 1979.
- Zlatko Pečet, 1979. – 1981.
- Juraj Kostelac, 1981. – 1983.
- Alojzije Hoblaj, 1983. – 1984.
- Juraj Batelja, 1984. – 1987.
- Božidar Cindori, 1987. – 1993.
- Josip Koprek, 1993. – 1995.
- Antun Vukmanić, 1995. – 1999.
- Vlado Mikšić, 1999. – 2001.
- Miroslav Markić, 2001. – 2004.
- Domagoj Vuletić, 2004. – 2005.
- Ivica Zlodi, 2005. – 2006.
- Dražen Hladuvka, 2006. – 2008.
- Tomislav Kralj, 2008. – 2009.
- Marko Vuković, 2009. – 2011.
- Jakov Rađa, 2011. – 2014.
- Ivan Vučak, 2014. – 2016.
- Josip Mudronja, 2016. – 2018.
- Luka Brešić, 2018. – 2019.
- Marko Čolić, 2019. – 2021.
- Hrvoje Maltarić, 2021. – 2022.
- Mate Cikoja, 2022. –

## Povezano
- Zbor Izvor

## Vanjske poveznice
Mrežna mjesta
- Župa sv. Josipa službene stranice
- Župe Zagrebačke nadbiskupije posvećene sv. Josipu: Zagreb - Trešnjevka